# カンタベリー地方

赤色の部分がカンタベリー地方

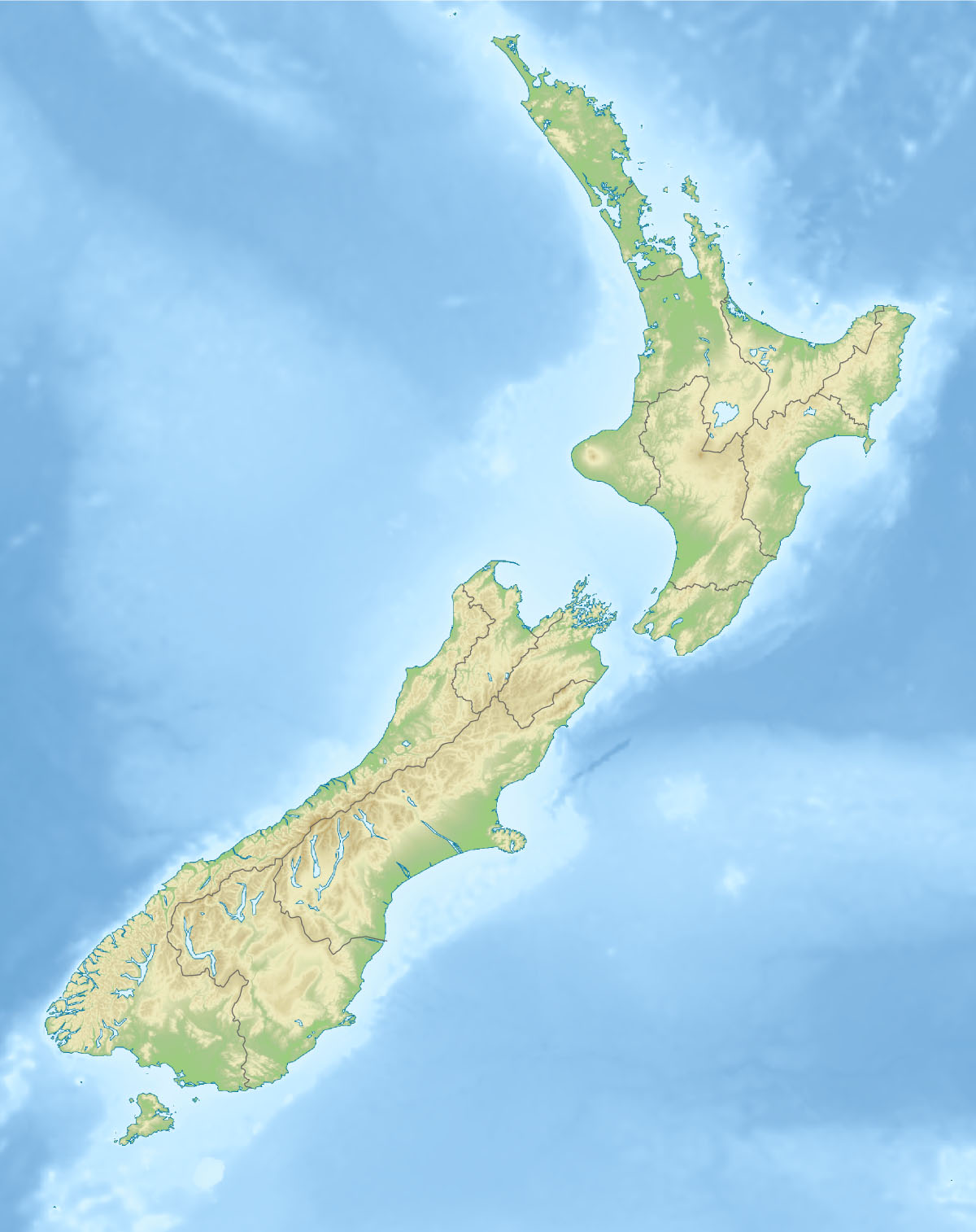
ニュージーランド地図

カンタベリー地方（カンタベリーちほう、英: Canterbury Region）は、ニュージーランドの南島にある地方。最大都市はクライストチャーチ。地方と同名のニュージーランド最大の平野が広がる。
1848年、ロンドンでニュージーランドへの移民を募集する組織「カンタベリー協会」が設立された。この組織にはイギリス国教会（アングリカンチャーチ）が深く関わっており、その総本山カンタベリー大聖堂がある都市カンタベリーから命名された。

## 地理
- ハンマースプリングス
- カイコウラ
- バンクス半島
- セルウィン
- ワイマテ
- アシュバートン
- 南島中央部
  - アオラキ/マウント・クック国立公園
- カンタベリー湾

## 主要都市
- クライストチャーチ
- ランギオラ
- カイアポイ
- アカロア
- リトルトン
- メスベン
- リンカーン
- プレザント・ポイント
- フェアリー
- ティマルー
- オマルー
- ラカイア
- ジェラルディン
- テムカ
- トワイゼル
- ワイマテ